# Лучин (древнерусский город)
Лучин — древнерусский податный центр в Смоленской земле. Впервые упомянут в Уставной грамоте князя Ростислава Мстиславича (1136). В 1172 году в Лучине у проезжавшего здесь из Новгорода в Смоленск князя Рюрика Ростиславича родился сын Ростислав Рюрикович (в крещении Михаил). В честь этого события князь, по данным Ипатьевской летописи, построил в Лучине церковь святого Михаила.
Выдвигались различные версии местоположения Лучина. В. В. Седов предполагал данный населённый пункт у Лучина в Гомельской области, однако тот находится далеко на юге и вряд ли когда-либо входил в состав Смоленского княжества. По данным Л. В. Алексеева, Лучин также нельзя соотносить с Лучиным-Городком на Угре вблизи Дорогобужа, так как это плохо совпадает с маршрутом Рюрика Ростиславича, описанным в Ипатьевской летописи. Алексеев предполагал Лучин у Лучанского озера, где существует погост Лучане, рядом с которым выявлены многочисленные курганные группы. Предпочтительность этой версии по сравнению с другими версиями о местоположении Лучина подтверждал и В. С. Курмановский.